# Eugène Rigaut
Pour l’article ayant un titre homophone, voir Eugène Rigault.
Eugène Rigaut, né le 13 décembre 1835 à Vermand (Aisne) et mort le 1er juillet 1901 à Paris, est un homme politique français.

## Biographie
Avocat à Paris, il est conseiller municipal dans le 17e arrondissement. Il est député de l'Aisne de 1886 à 1889, siégeant à gauche.

## Sources
- « Eugène Rigaut », dans Adolphe Robert et Gaston Cougny, Dictionnaire des parlementaires français, Edgar Bourloton, 1889-1891 [détail de l’édition]